# Pueri Cantores

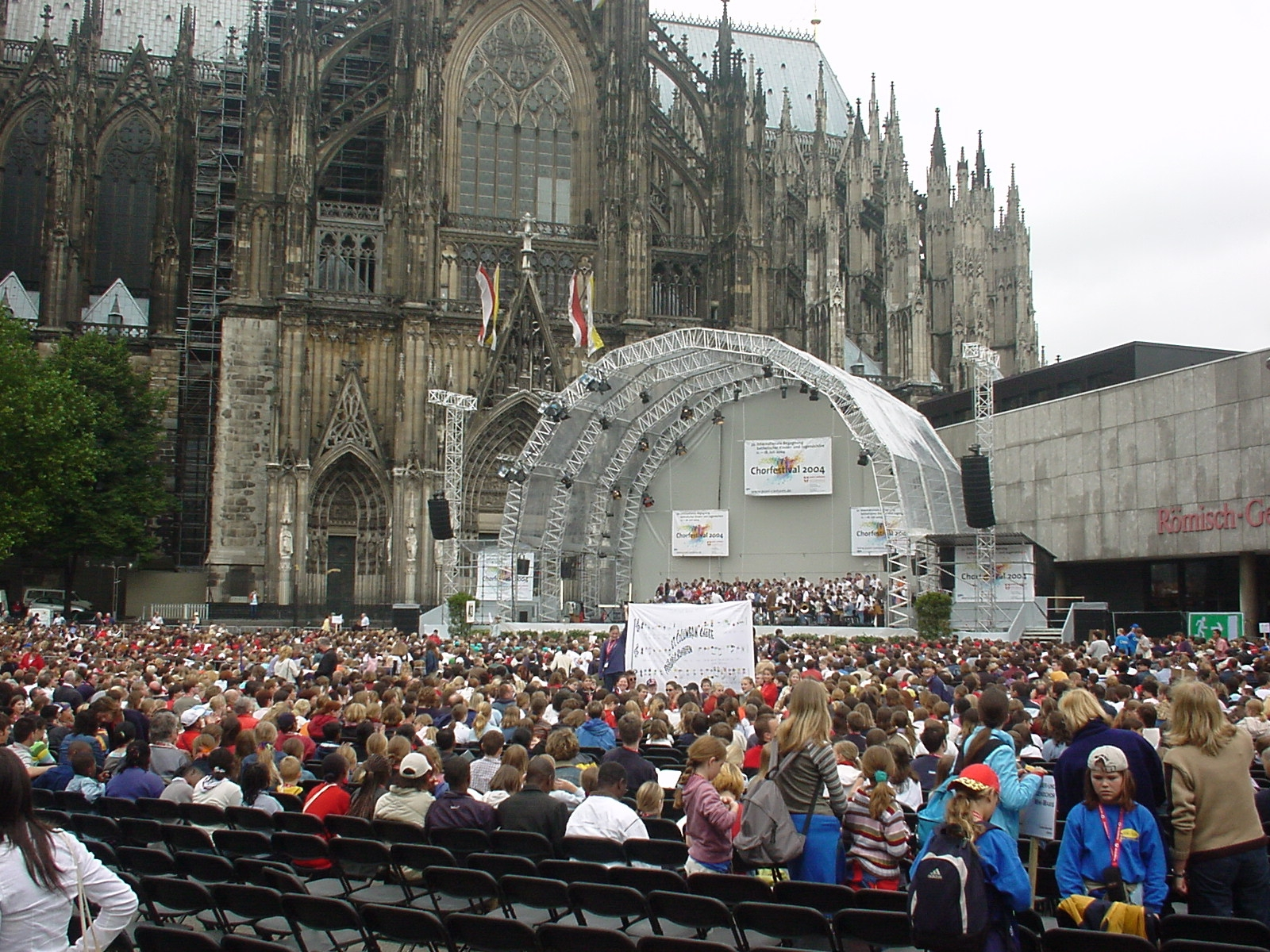
Chorfestival 2004 in Köln

Die Internationale Vereinigung der Pueri Cantores (lat.: Foederatio Internationalis Pueri Cantores, FIPC) ist eine Vereinigung von katholischen Kinder-, Knaben-, Mädchen- und Jugendchören aus aller Welt. Sie wurde 1951 vom Vatikan anerkannt. Erster Präsident und Gründer war Abbé Fernand Maillet; erster Leiter war der Mainzer Domkapellmeister Georg Paul Köllner, der der Organisation bis 1963 vorstand. Von 1984 bis 1992 war der Würzburger Domkapellmeister Siegfried Koesler Präsident des Verbands.

## Geschichte
Im Jahr 1903 veröffentlichte Papst Pius X. ein Apostolisches Schreiben, in Form eines Motu proprios, zur Kirchenmusik. Das Schreiben trägt den Titel „Tra le sollecitudini“, mit diesem Schreiben hat er die Erneuerung der Kirchenmusik propagiert und angeordnet. In den Folgejahren und von der Inspiration des päpstlichen Schreibens abgeleitet, gründete 1907 die französischen Musikstudenten Paul Berthier und Pierre Martin in Paris die Schola cantorum „Petits Chanteurs à la Croix de Bois“. 1921 vereinigten sich die Schola und der Cantoria di Belleville, seit 1931 hatte dieser Chor bereits eine enorme Berühmtheit erlangt.
1944 entsteht die erste „Vereinigung von Pueri Cantores“, sie wird 1947 offiziell als eine Katholische Aktion von der Versammlung der französischen Bischöfe und Kardinäle anerkannt. 1951 erhielt die Vereinigung Pueri Cantores vom Heiligen Stuhl die Approbation der Statuten und wird am 31. Januar 1996 durch den Päpstlichen Rat für die Laien als eine internationale Vereinigung von Gläubigen päpstlichen Rechts anerkannt.

## Organisation und Ausweitung
Präsident der internationalen Pueri Cantores Verbands (FIPC) ist derzeit Jean Henric aus Béziers (Frankreich), ihm zur Seite stehen zwei Vizepräsidenten, ein Generalsekretär, ein Schatzmeister und ein geistlicher Beirat. Der deutsche Chorverband Pueri Cantores e. V. hat seine Geschäftsstelle in Köln. Präsidentin seit September 2019 ist Judith Kunz (Domchordirektorin im Bistum Limburg) und Vize-Präsident Matthias Balzer (Referent für Kirchenmusik im Bistum Trier), der bis dato Präsident war, nachdem er September 2007 Wilm Geismann abgelöst hat. Der deutsche Pueri Cantores Verband ist in 23 Diözesanverbände gegliedert.
Seit der Gründung fanden zahlreiche internationale Treffen statt, die letzten 2000 in Rom, 2002 in Lyon, im Juli 2004 in Köln, vom 27. Dezember 2005 bis zum 1. Januar 2006 in Rom, vom 11. bis 15. Juli 2007 in Krakau, vom 8. bis 12. Juli 2009 in Stockholm, 28. Dezember 2010 bis zum 1. Januar 2011 in Rom, vom 11. bis zum 15. Juli 2018 in Barcelona statt. Das letzte internationale Treffen fand vom 13. bis zum 17. Juli 2022 in Florenz statt. Für 2023 ist ein weiteres internationales Treffen in Rom vom 28. Dezember bis zum 3. Januar 2024 geplant. Außerdem werden deutschlandweite und regionale Treffen veranstaltet. Das letzte Deutsche Chorfest fand mit etwa 2800 Kindern und Jugendlichen vom 3. bis zum 7. Juli 2019 in Paderborn statt und das nächste Treffen wird 2023 in Münster stattfinden. Ziel dieser Treffen ist der Austausch zwischen den Chören. Auch die Chorleitertagungen sind ein fester Bestandteil des Verbandes. Die letzte dieser Tagungen fand 2001 zum fünfzigjährigen Jubiläum des Verbandes statt und wurde von einem deutschlandweiten Aktionstag begleitet.
Der FIPC sind 32 Vereinigungen und 11 Partnerschaften angeschlossen, sie ist weltweit in 24 Ländern vertreten, wobei in Afrika 19, in Europa 15, in Nordamerika 2, im Mittleren Osten und in Südamerika jeweils eine Organisation besteht. In Deutschland gehören derzeit 470 Chöre mit ca. 20.000 Sängern und Sängerinnen dem Verband an.